# Awiakon Citotrans
Awiakon Citotrans, ros. Авиакон Цитотранс, właściwie Spółka Akcyjna Kompania Lotnicza "Awiakon Citotrans", ros. Акционерное общество  Авиакомпания "Авиакон Цитотранс"  – rosyjskie linie lotnicze z siedzibą w Jekaterynburgu i głównym portem bazowania w porcie lotniczym Kolcowo), realizujące lokalne połączenia lotnicze. 
Linie dysponują 1 samolotem CL-600-2B19 i 2 EMB-135BJ.